# Edifici d'Obres Públiques (Tarragona)
L'Edifici d'Obres Públiques és una obra historicista de Tarragona protegida com a Bé Cultural d'Interès Local.

## Descripció
Edifici de l'última època modernista, de dues plantes. A la planta baixa les arcades de la porta són fistonades. A la planta primera els finestrals són ornats amb elements goticistes.